# L-01J
V20 PRO L-01J（ブイトゥエンティ プロ エルゼロイチジェイ）は、韓国のLGエレクトロニクスによって日本国内向けに開発された、NTTドコモの第4世代移動通信システム（PREMIUM 4G）・第3.9世代移動通信システム（Xi）・第3世代移動通信システム（FOMA）対応端末である。ドコモ スマートフォン（第2期）のひとつ。

## 概要
G2 L-01Fの事実上の後継機種で、同社のNTTドコモ向け端末では久々 (約3年ぶり) の高機能モデルとなる。
グローバルモデルであるLG V20の日本国内ローカライズモデルとなるが、画面サイズはV20の5.7インチから5.2インチにサイズダウンしており、バッテリーは着脱不可となっている。
大きな特徴としてB&O PLAYが音響面で監修を手掛けており、原音を忠実に再現する事が可能となっている。また、DACにESS Technology製の32bitクアッドDAC「ES9218」を採用しており、クリアな音で再生する事が可能となっている。付属品として、B&O PLAYとのコラボイヤホン（ハイレゾ対応）が同梱されている。
カメラ面では新たにメインカメラに135°、サブカメラに120°の広角レンズを採用。人間の視野角よりも広範囲で撮影する事が可能となっている。さらにメインカメラはデュアルカメラを採用している。
そのほかにも、画面上部にサブディスプレイとして「セカンドスクリーン」を搭載しており、画面をオン・オフすることなく日付や時間の確認をしたり、他のアプリを起動中に新着メッセージの確認をすることが可能となっており、さらによく使用するアプリにも素早くアクセスすることが可能となっている。
なお、日本独自機能として防水・放送受信機能を搭載しているが、赤外線通信には対応していない (リモコンのみ対応)。au向けの兄弟機種であるLGV34と異なり、カラーバリエーションはTitanの1色のみ。
キャッチコピーは「“動画”、“写真”、“音”、全てが匠クオリティー」。

## 主な機能
| 主な対応サービス                                                             | 主な対応サービス                                      | 主な対応サービス                     | 主な対応サービス                                                  |
| ---------------------------------------------------------------------------- | ----------------------------------------------------- | ------------------------------------ | ----------------------------------------------------------------- |
| タッチパネル/加速度センサー                                                  | PREMIUM 4G/Xi/FOMAハイスピード/VoLTE(HD+対応)         | Bluetooth                            | dカード/おサイフケータイ/NFC/かざしてリンク/赤外線/トルカ         |
| ワンセグ/フルセグ                                                            | メロディコール                                        | テザリング                           | WiFi IEEE802.11a/b/g/n/ac                                         |
| GPS                                                                          | ドコモメール/電話帳バックアップ                       | デコメール/デコメ絵文字/デコメアニメ | iチャネル                                                         |
| エリアメール/ソフトウェアーアップデート自動更新/生体認証 (指紋／虹彩)/スグ電 | デジタルオーディオプレーヤー(WMA・MP3他)/ハイレゾ音源 | GSM/3Gローミング(WORLD WING)         | フルブラウザ/Flash Player                                         |
| Google Play/dメニュー/dマーケット                                            | Gmail/Google Talk/YouTube/Picasa                      | バーコードリーダ/名刺リーダ          | ドコモ地図ナビ/ドコモ ドライブネット/Google Maps/ストリートビュー |

## 歴史
- 2016年10月19日 -  NTTドコモより公式発表。
- 2017年2月17日 - 発売開始。
- 2017年5月25日 - ソフトウェア更新 ソフトウェアバージョン:L01J10d
- 2017年9月11日 - ソフトウェア更新 ソフトウェアバージョン:L01J10e
- 2018年7月23日 - Androidバージョンアップ更新 ソフトウェアバージョン:L01J20c
- 2018年10月9日 - ソフトウェア更新 ソフトウェアバージョン:L01J20d